# CF Pachuca
Club de Fútbol Pachuca, zkráceně CF Pachuca, je mexický fotbalový klub sídlící ve městě Pachuca de Soto, ve státě Hidalgo. Hraje na stadionu Estadio Hidalgo. Tým byl 6× mistrem Mexika a 5× vyhrál Ligu mistrů CONCACAF. Má modro-bílé dresy.

## Historie
Klub byl založen horníky z Anglie v roce 1901 pod názvem Pachuca Athletic Club.
Po opětovném postupu do 1. ligy v roce 1998 patří k nejúspěšnějším týmům v Mexiku i celém regionu CONCACAF. Vyhrál 6× mexickou ligu, 5× Ligu mistrů CONCACAF a 1× Copu Sudamericana. Díky vítězství v Copa Sudamericana je Pachuca jediným klubem, který vyhrál pohár jiné konfederace (CONMEBOL - Jižní Amerika).
Až do 60. let hrál tým v černo-bílých dresech, potom v modro-bílých.

## Úspěchy

### Domácí

#### Profesionální éra
- Liga MX: 6

Invierno 1999, Invierno 2001, Apertura 2003, Clausura 2006, Clausura 2007, Clausura 2016

#### Amatérská éra
- Campeonato del Distrito Federal: 3

1904–05, 1917–18, 1919–20

### Mezinárodní
- Mistrovství světa ve fotbale klubů:

3. místo – 2017
- Liga mistrů CONCACAF: 5

2002, 2007, 2008, 2009–10, 2016–17
- North American SuperLiga: 1

2007
- Copa Sudamericana: 1

2006